# Sid Meier’s Gettysburg!
Sid Meier’s Gettysburg! — варгейм 1997 года, разработанный Firaxis Games и изданный Electronic Arts. Он был разработан Сидом Мейером. В 1998 году Геттисберг выиграл премию Origins Award за лучшую стратегическую компьютерную игру 1997 года. Следующей игрой Сида Майера стала Sid Meier's Antietam! 1999 года.

## Игровой процесс
Игра позволяет игроку контролировать войска Конфедерации или Союза во время битвы при Геттисберге в Гражданской войне в США. Игра может представлять из себя как отдельные сценарии, так и кампанию связанных сценариев, либо показывая исходную историю, либо исследуя альтернативные возможности.

### Онлайн-игра
У игры был большой онлайн, после того, как она была размещена на Mplayer (многопользовательская игровая сеть, купленная GameSpy). С момента перехода на GameSpy игра стала менее популярной для онлайн-игроков. Тем не менее, несколько игроков все еще могли бросить вызов друг другу в лобби GameSpy. На пике онлайна игры было множество групп игроков. Онлайн-игра теперь, по большей части, невозможна из-за закрытия серверов GameSpy.
По состоянию на 2017 год игра по-прежнему доступна для игры онлайн с помощью GameRanger.

### Движок
Движок Sid Meier’s Gettysburg! был также использован для игры Waterloo: Napoleon’s Last Battle (модифицированная версия Austerlitz: Napoleon’s Greatest Victory), которая была сделана BreakAway Games.

## Моды
Gettysburg имеет большое количество модов. Игроки могут настраивать униформы, карты, звуки и типы войск. Этот аспект настройки игры оказался жизненно важным для поклонников гражданской войны, ищущих исторически точные модели. Это в конечном итоге привело к созданию других известных сражений, таких как Сражение при Фредериксберге, Первое сражение при Булл-Ран, Кампания на полуострове, и другие.

## Отзывы
| Сводный рейтинг              | Сводный рейтинг |
| Агрегатор                    | Оценка          |
| ---------------------------- | --------------- |
| Metacritic                   | 92/100          |
| Иноязычные издания           |                 |
| Издание                      | Оценка          |
| AllGame                      | [ 4 ]           |
| CGW                          | [ 5 ]           |
| GameSpot                     | 9,3/10          |
| PC Gamer (US)                | 91 %            |
| Computer Games Strategy Plus | [ 8 ]           |
| PC Zone                      | 90 %            |
| Русскоязычные издания        |                 |
| Издание                      | Оценка          |
| «Игромания»                  | [ 10 ]          |

Gettysburg! был коммерческим успехом, и к августу 1999 года было продано более 200 000 экземпляров. В то время Джефф Бриггс из Firaxis прокомментировал, что игра «получилась очень хорошей для нас». От критиков он получил «всеобщее признание» в соответствии с сайтом Metacritic.
Gettysburg! был финалистом премии «Стратегия года» Академии интерактивных искусств и наук 1997 года, которую в конечном итоге присудили StarCraft и Age of Empires (ничья). Аналогичным образом, Computer Game Developers Conference номинировала Gettysburg! на свою премию в номинации «Лучшая стратегия / Варгейм», но вручила премию Myth: The Fallen Lords. Тем не менее, он был назван лучшим компьютерным варгеймом 1997 года в Computer Gaming World, Computer Games Strategy Plus и GameSpot. Редакторы Computer Gaming World сказали, что эта игра «возвращение в форму, возможно, лучшего дизайнера когда-либо».